# 東武5700系電車
東武5700系電車（とうぶ5700けいでんしゃ）は、かつて東武鉄道に在籍していた車両。特急用として製造され、後に急行・快速向けとなったが、廃車となるまで40年の長期にわたって優等列車に使用され続けた。

## 概要
1946年の国鉄63系電車導入開始で始まった東武本線の戦後復興は、1948年に一つの転機を迎えることとなった。
国鉄から借り入れた二等客車2両を、前後から1両ずつ自社の電車で挟んだ4両編成による連合軍専用列車としてこの年にダイヤ上復活した日光・鬼怒川温泉行き特急列車において、避暑客でにぎわう8月より「華厳」・「鬼怒」という愛称をつけた上で、東武の自社保有車両については日本人一般乗客の乗車が認められるようになったためである。
もっとも、世相は一時の絶望的な物資不足を脱し、ようやく安定の方向へ向かいつつあったものの、通勤用の一般車でさえ運輸省が制定した規格形車両以外の製造が困難な当時の状況下では、特急運用に用いるのに適した車両を新造するのは至難の業であった。そのため、この記念すべき戦後初の一般向け特急列車には、1937年（昭和12年）から1939年にかけて製造されたモハ5310形（元デハ11・12形）・クハ350形（元クハ11・12形）を整備の上で充当することとなった。だが、これらは戦時中にロングシート装備の一般車に格下げされ、戦時中の酷使などもあって荒廃していたものを整備の上で再度固定クロスシート装備に改造しており、特急用車両として設備面での見劣りは否めなかった。
しかも、この時期には国鉄が1950年（昭和25年）6月より上野 - 日光間で快速「にっこう」の運行を開始するなど、日光線の優等列車運行について積極姿勢を示し、国鉄と東武の間では競合が激しくなりつつあった。
そこで、東武鉄道は接客設備の改善による乗客の増加をもくろんで本格的な特急用車両の導入を決定、1951年（昭和26年）と1953年の2回に分けて以下の12両を新造した。
- 1951年9月竣工分
  - 日本車輌製造東京支店製
    - モハ5700形5700
      - 浅草寄り制御電動車(Mc)

    - クハ700形700
    - クハ710形710
      - 日光・鬼怒川温泉寄り制御車(Tc)

  - 汽車製造東京製作所製
    - モハ5700形5701
    - モハ5710形5710
      - 浅草寄り制御電動車(Mc)

    - クハ700形701　
      - 日光・鬼怒川温泉寄り制御車(Tc)
- 1953年4月竣工分
  - 日本車輌製造東京支店製
    - モハ5720形5720
      - 浅草寄り制御電動車(Mc)

    - クハ720形720
      - 日光・鬼怒川温泉寄り制御車(Tc)

  - 汽車製造東京製作所製
    - モハ5720形5721
      - 浅草寄り制御電動車(Mc)

    - クハ720形721
      - 日光・鬼怒川温泉寄り制御車(Tc)

  - ナニワ工機製
    - モハ5710形5711
      - 浅草寄り制御電動車(Mc)

    - クハ710形711
      - 日光・鬼怒川温泉寄り制御車(Tc)

これらは機能の相違から非貫通構造の運転台を備えるモハ5700形+クハ700形がA編成、貫通構造のモハ5710形+クハ710形がB編成、そしてB編成と同等の車体に設計当時最新の直角カルダン駆動装置を搭載したモハ5720形+クハ720形がC編成、とそれぞれ呼称した。
なお、これらの形式称号は千の位で主電動機定格出力を、百の位で制御器の種類を、そして10の位で車両の用途を、それぞれ示すこの時代の東武鉄道の車両形式称号付番規則に従ったものである。これより、例えばモハ5700形5701は「定格出力110kW級電動機(5)と日立製作所MMC多段電動カム軸式自動加速制御器(7)を備えた最初の旅客用形式(0)の2番目の車両(1)」となるが、後述するように本系列は東洋電機製造製の制御器を搭載しており、理由は不明であるがこの規則からやや外れた付番となっている。

## 車体
日本車輌製造と汽車製造が分担して各部設計を実施した。このため、1953年の第2次車で製造に新規参入したナニワ工機は、両社で調製した設計図に従って製造を実施している。

### 構造
車体長18,000mm、車体幅2,800mmの、主に溶接組み立てによる鋼体に木製の内装を組み合わせた半鋼製車体を備える。
これらの寸法は1946年の国鉄モハ63形導入に伴い拡大された車両限界に従って決定されたもので、これにより地方鉄道建設規程に準拠して設計された戦前のデハ10系に比して一回り大きな車体となり、1人あたりの幅が拡大された座席をはじめ、ゆったりとした接客設備が実現されている。
窓配置は各車とも運転台側側面がdD(1) 12 (1)D（d：乗務員扉、D：客用扉、(1)：戸袋窓、数字：窓数）、車掌台側側面が1 13 (1)Ddで、扉位置を両端に寄せて各車の車掌台側側面の連結面寄り客用扉を省略することで、放送室（モハ）および便所（クハ）の設置スペースを確保している。
この種の特急専用車での客用扉削減は、同時期の小田急1700形でも見られた現象で、東武・小田急の両社では特急車を原則的に専用とし、一般運用に充当しないことを前提とした車両運用計画が明確化したことを示している。一方、同時期に同様に長距離有料特急電車を運行していた近畿日本鉄道では、戦前からの伝統で必要に応じ車両を増解結する弾力的な車両運用を実施しており、1953年に戦後初の新造特急車を設計する際も、戦前の2200形と同様に客用扉を両端に寄せて設置し、しかも電動車を両運転台とした2250系（大阪線）および6421系（名古屋線）を新造している。つまり、座席指定制を採る長距離優等列車用電車の設計においてはこの時期、日本の東西各私鉄で方針がはっきりと分かれる結果となった。
新造時の本系列は非貫通構造の前頭部を備えたモハ5700・クハ700形（A編成）と通常の貫通路を中央に設けた3枚窓構成で丸妻の前頭部を備えるモハ5710・クハ710形（B編成）およびモハ5720・クハ720形（C編成）に2分され、当初は4両編成での運転時に、下今市において往路は日光・鬼怒川温泉の両方面行き列車として編成を分割、復路ではここで再び併合することを前提として、モハ5700形-クハ710形+モハ5710形-クハ700形、と編成両端に非貫通車を置き、中間に貫通路付き車両を向かい合わせに連結する計画としていた。
A編成の前頭部デザインは国鉄80系電車に端を発する当時流行の「湘南窓」（正面2枚窓）を採用したものであるが、窓ガラスの下辺を水平に揃えるため、ガラス形状を変形した四角形とし、側面の乗務員扉に本来は必要のないウィンドウ・シルと呼ばれる補強帯を取り付けてウィンドウ・シルの連続性を保つなど、細部に工夫を凝らした独自色の強いデザインである。
塗装はマルーンを車体腰板部に、赤みがかった暗いベージュをその上部に塗り分けた、設計当時としては一般的なツートンカラーを採用する。ただしA編成の前頭部については屋根部までマルーン単色塗装とし、乗務員扉後方からベージュを置くことでスピード感を強調している。なお、車体の配色及び丸いヘッドマークの左右に銀色の装飾帯を各3本ずつ並べて配したデザインから、A編成には「猫ひげ」という愛称が自然発生的に与えられた。
これに対して貫通型のB・C編成は戦前のデハ10系のそれを基本としつつ妻面の曲率を大きくした半流線型とされており、前照灯ケーシングを屋根に半分埋め込むなど、洗練の度合いを増したデザインとなっている。正面の形状は通勤形の7300系や7800系とほぼ同じように見えるが、5700系だと一部に流線形となっている車両もあったからか曲線半径が異なるなどしている。
客用扉は900mm幅の片引戸、側窓はシートピッチ(970mm)にあわせた800mm幅の木製2段上昇窓を備え、日よけには木製の鎧戸を使用する。なお、各窓の上下にはそれぞれウィンドウ・ヘッダーおよびウィンドウ・シルと呼ばれる補強帯板を露出した状態で取り付けてあるが、A編成の前面窓部のみはウィンドウ・ヘッダーを省略している。

### 内装
座席は全て肘掛け付きの転換クロスシートで、通路を挟んで左右に1列ずつ14脚、合計28脚並べて座席定員を56名としている（シートピッチは970ｍｍ）。この座席は転向用のリンク機構に連動してフットレストが所定の位置へ持ち上がる機構を備えるなど、設計に携わった2社の提案が盛り込まれたものである。なお、これとは別に運転台後部に折りたたみ式の補助席を設置してあり、さらに多客期には補助座席を別途持ち込んで対応した。室内灯はCLG電動発電機によって供給される交流100V電源による、東芝製のルーバー付き蛍光灯を天井左右2列に並べている。
竣工当時の本系列で特徴的であったのが、電動車の連結面寄りに設置された放送室である。これは車内放送用の高声電話に由来するシステムとは別に、大型の真空管アンプやレコードプレーヤーなどを設置し、女性乗務員により案内放送とレコードによる音楽を放送するためのもので、先代特急車であるモハ5310形で採用されたサービスを踏襲したものである。これらは、後の1720系DRCにおけるジュークボックスやスチュワーデスの乗務といったサービス施策の先駆をなすものであった。

## 主要機器
本系列はカルダン駆動の高性能車の出現前後の過渡期に製造されており、2種の駆動システムが採用されている。
以下では必要に応じ、従来型の吊り掛け駆動車であるモハ5700・5710形と日本初の直角カルダン駆動有料特急車となったモハ5720形を区分して紹介する。

### 主電動機

#### モハ5700・5710形
東洋電機製造製のTDK-528/9-HMをモハの各台車に2基ずつ吊り掛け式で装架する。歯数比は18:62=3.44、定格速度は59.0km/hで、加速性能を重視する一般車並みの設定となっている。
この電動機は元来伊勢電気鉄道モハニ221形向けTDK-528Aを端緒として、戦前期には伊勢電気鉄道や名岐鉄道など、主に名古屋周辺の各私鉄で大量導入されたもので、関東圏での導入例は目黒蒲田電鉄モハ300形程度に限られていた。しかし戦後、この電動機は運輸省の私鉄向け規格形電車の110kW級標準電動機の一つに指定された結果、東急（3700・3800系）と東武（5300系など）にTDK-528/9-HM・9-KMがそれぞれ多数採用されて一気に普及し、特に東武では1965年までTDK-528/9-HMの新製増備が続き、日立製作所HS-266を装架していた先代特急車であるモハ5310形（元デハ10系）の各車までこの電動機に換装するほどの支持を受けた。
本系列においても、モハ5300形などでの好評を受けて採用されたもので、上述のとおり日光線に存在する25パーミルの連続勾配区間での登坂を考慮してか、通勤車並の低い歯数比が選ばれていたが、同時代の同級吊り掛け式電動機としては最高に近い高定格回転数を利して平坦線区間でも高速走行を実現、諸設備の荒廃もあって1948年の運転開始時には3時間を要し、本系列第1陣の竣工直前の段階でも146分を要した浅草 - 東武日光間を、本系列が出揃い、各特急列車の速度が統一された1953年8月1日のダイヤ改正では戦前の最高記録を上回る136分で走破する俊足ぶりを示した。

#### モハ5720形
東芝製のSE-507Bをモハの各台車に2基ずつ直角カルダン方式で装架する。
この電動機は元来東芝の提携先であるゼネラル・エレクトリック社からの技術供与を受けて1949年に試作したトロリーバス用の高速電動機を一般の電車用に応用したものである。
歯数比は10:49=4.9、定格速度は70.0km/hで、モハ5700・5710形との定格回転数差を少なくしているものの、明確な性能差が存在し、このため後年の1700系就役開始に伴う本系列の格下げ開始時には、C編成のみを特急用として残すという措置がとられている。

### 制御器
全電動車に東洋電機製造製の多段電動カム軸式自動加速制御器であるES-534Aを搭載する。
この制御器は戦前のデハ4形以来長く東武鉄道で愛用されてきたイギリス・イングリッシュ・エレクトリック社の「デッカー・システム」と呼ばれる制御システムの系譜に連なるものである。

### 台車
A編成とB編成については全車ともに、ウィングばね式配置のコイルばねと軸箱上の重ね板ばねを連結したゲルリッツ式由来の、独特の門型軸ばね群による軸箱支持機構を備える、住友金属工業FS106（東武社内形式TRF-51M）一体鋳鋼台車を装着して竣工している。この台車は枕ばねに重ね板ばねを採用するなど、幾分旧弊な設計が目立つが、その一方でボルスタアンカーを備えるなど、次世代の新型台車に受け継がれることとなる要素も併せ持っており、戦後の高速台車開発の過渡期に設計されたことを窺わせる特徴を備える。これに対し、直角カルダン駆動を採用したC編成については軸ばね式の東芝TT-3（東武社内形式TRT-52T）を装着する。
この台車は国鉄TR23形台車の系譜に属する、いわゆるペンシルバニア形台車の派生モデルの一つで、その特徴的な一体鋳鋼製台車枠形状から、基本となったのは国鉄のDT15と見られる。もっとも、FS106よりも後発な分だけ機構面での進歩が認められ、枕ばねがコイルばねとオイルダンパを組み合わせたものになっている。この台車は、FS106と比較して、1台あたり550kg減の5,900kgに自重が軽減されており、車両全体で見ても、モハ5720形がモハ5710形と比較して3.24tの軽量化を達成する上で大きな役割を果たしている。

### ブレーキ
空気ブレーキとして、応答性に優れるARE中継弁付電磁自動空気ブレーキ装置を搭載する。ブレーキシリンダーを台車装架とし、基礎ブレーキ装置を両抱き式とするなど、勾配線での運用に配慮した設計であるが、この時期に各社で試行が始まっていた空気ブレーキと制御器の発電ブレーキを連動させる機構の搭載は行われていない。

## 運用

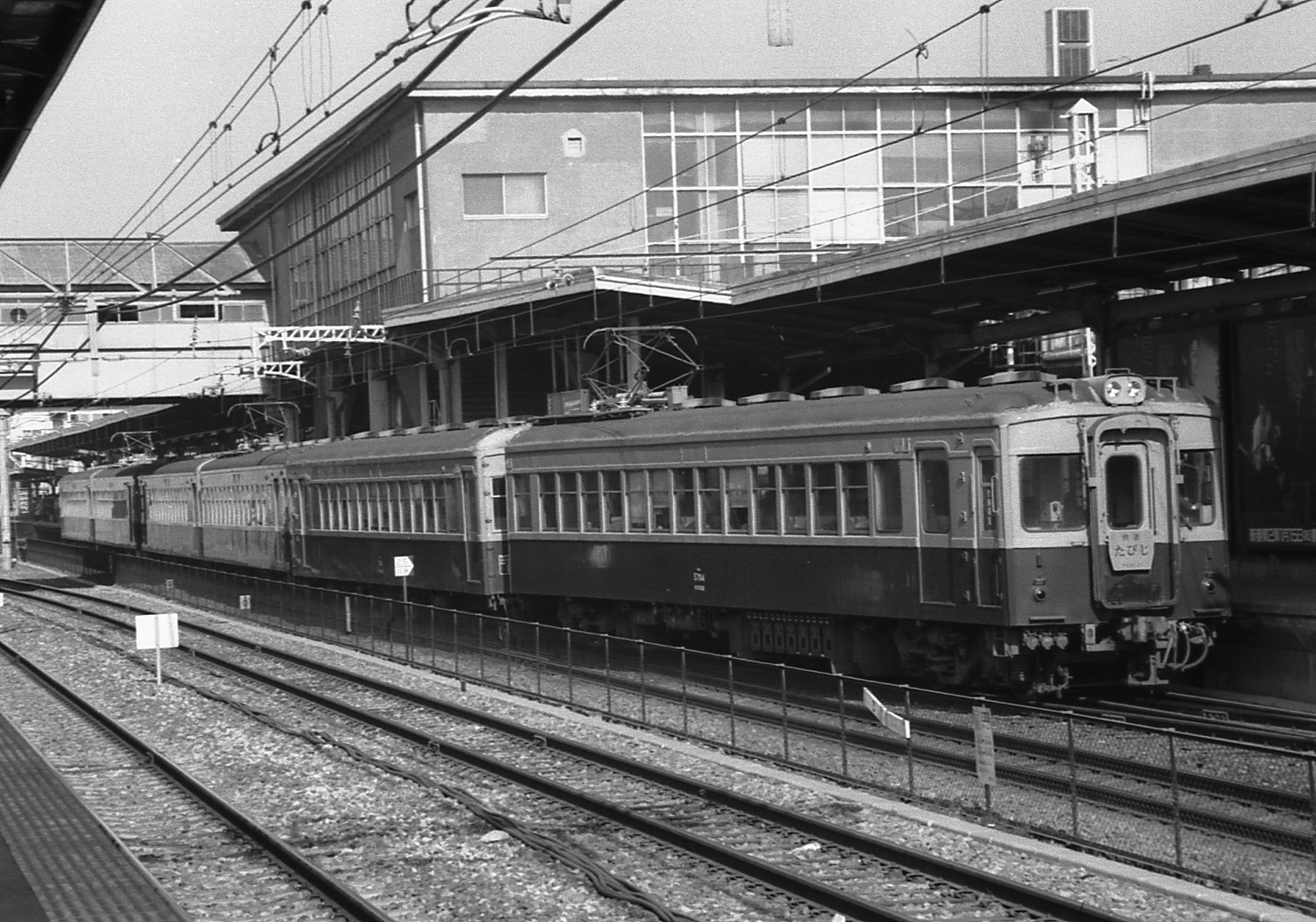
快速「たびじ」で運行された5700系
（1985年1月）

各車とも製造当時の東武鉄道の慣例に従い、車両メーカーでの完成後、東武鉄道の西新井工場へ持ち込まれた車体に電装品を艤装、竣工としている。
試運転時のエピソードとして、下今市 - 板荷間の連続25パーミル下り勾配での走行中に主抵抗器の塗料が焼け、焦臭と白煙が発生したため、車両火災を疑ったことと、一部の東武の関係者は車内の蛍光灯の明るさに目が慣れてしまい、浅草到着時にはホームの薄暗さに足元が不安で歩けなくなったという。
竣工後は浅草 - 東武日光間特急「けごん」・浅草 - 鬼怒川温泉間特急「きぬ」として運用された。この運用期間中には放送室が搭載機器のトランジスタ化による小型化や音楽再生機器のテープレコーダーへの変更で不要となって売店に変更され、客室天井に扇風機が追加されるなどの改良工事が実施されている。
1956年（昭和31年）に1700系が登場すると、A・B編成は車体に青い帯を入れた「青帯車」とし、急行列車に使用されることとなった。カルダン駆動車であったC編成のみ、従来の塗装に白い帯を入れた「白帯車」（はくたいしゃ）として特急運用を継続した。その後、1700系最終増備車の竣工した1957年9月には、最後まで白帯車として特急運用に残されていたC編成2本が青帯車に変更されて急行用へ格下げとなり、全編成が急行用となった。
1960年（昭和35年）には非貫通構造のA編成について前面貫通扉設置工事が施工され、各編成の運用上の制約が解消された。
また、C編成は直角カルダンにおけるギアボックスからの油漏れやプロペラ軸の脱落、ハイポイドギアの浸炭層剥離による割損、高回転故のフラッシュオーバーなどの故障が頻発したため、1961年7月（モハ5720）と1965年10月（モハ5721）の2回に分けて、他の編成と同じ吊り掛け駆動方式に改造された。
これらの度重なる改造により、各形式間の差異がほとんどなくなったことから、1965年（昭和40年）に形式が統合され、以下の通り改番された。
- モハ5700形
  - モハ5700：変更なし
  - モハ5701：変更なし
  - モハ5710→モハ5702
  - モハ5711→モハ5703
  - モハ5720→モハ5704
  - モハ5721→モハ5705
- クハ700形
  - クハ700：変更なし
  - クハ701：変更なし
  - クハ710→クハ702
  - クハ711→クハ703
  - クハ720→クハ704
  - クハ721→クハ705

急行用転用後は、5310系と共に一般の伊勢崎線急行や上毛電気鉄道中央前橋発着の伊勢崎線急行にも充当されたが、1969年（昭和44年）9月20日に伊勢崎線急行専用車両である1800系が運用開始すると、更新工事を実施し、青帯を外して日光線急行・快速急行、一時設定された野田線を走行する通称大宮急行「きりふり」・「りゅうおう」、日光線快速、団体専用列車運用に充てられ、一時的ながら通路間に補助席を設けた。
臨時運用では3000系との併結も行ったことがある。

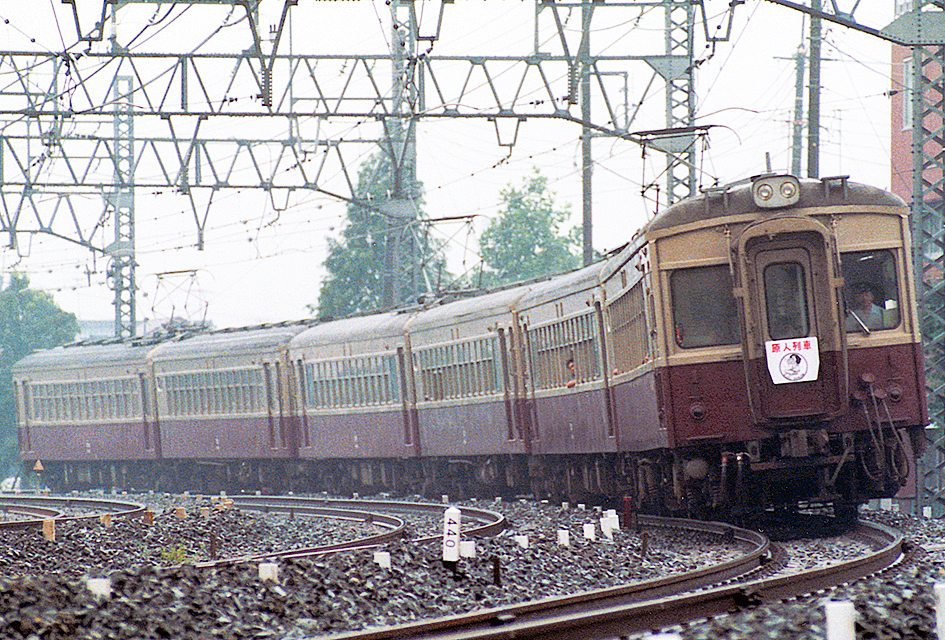
5700系臨時列車「原人列車」
（1988年）

この時期には前照灯のシールドビーム2灯化が実施され、側窓について1967年（モハ5703・クハ703）、1968年（モハ5704・クハ704）、そして1981年（モハ5705・クハ705）と一部についてアルミサッシ化が施工され、更に後年には列車無線搭載に伴うアンテナ設置や、車体外板に埋め込まれていた妻面の縦雨樋が保守の都合で露出形に変更されるなど、経年や社会情勢の変化に従う形で外観の変化がわずかながら生じている。
1984年（昭和59年）12月から1985年（昭和60年）1月にかけて、1720系1編成が踏切事故により焼損し運用を離脱した際には、特急運用の代走を行っている。ただし、車両の最高速度が違うため、専用ダイヤでの運行となっている。
1990年（平成2年）7月29日、「懐かしの5700系と新特急スペーシア体験ツアー」が実施された。東向島駅から5700系の臨時列車に乗車して東武日光に行き、復路は100系スペーシアの「けごん26号」に試乗するという行程であった。当日、ツアー客を対象にした東武博物館での講演において、花上嘉成（後の東武博物館名誉館長）は大井川鉄道（現・大井川鐵道）から以前に「5700系を譲渡して欲しい」との非公式な打診があったというエピソードを明らかにした。
1991年（平成3年）、旧性能車ながら長期にわたって優等列車に運用されていることに対し、鉄道友の会よりエバーグリーン賞が授与された。同年3月24日には、エバーグリーン賞受賞記念のヘッドマークを装着して業平橋駅（現・とうきょうスカイツリー駅） - 新栃木駅間を走行し、新栃木検修区では5700系の撮影会も開催された。
同年7月20日、300系・350系の営業運転開始により、本系列は東武日光駅 - 浅草駅間でのさよなら運転を最後に営業運転を終了した。本系列の全廃により、東武の優等・団体列車は20 m級車体に統一された。

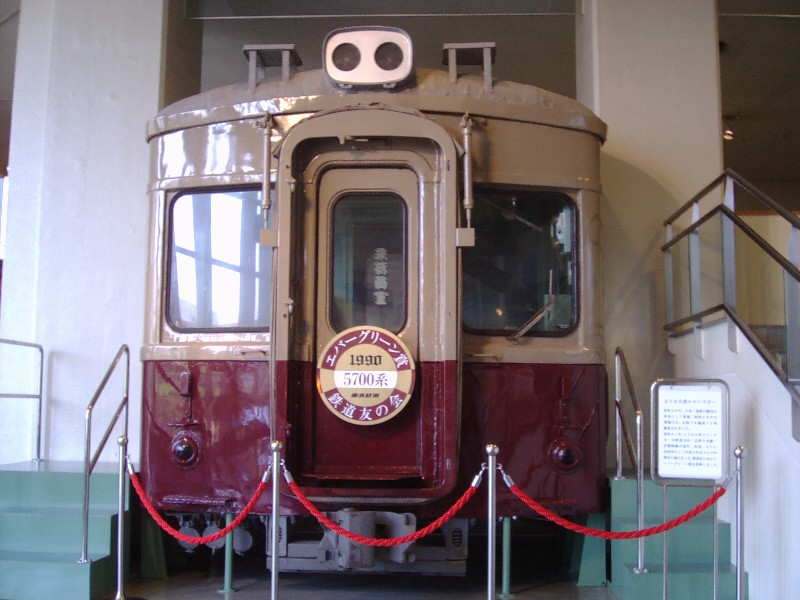
東武5700系カットモデル 東武博物館にて

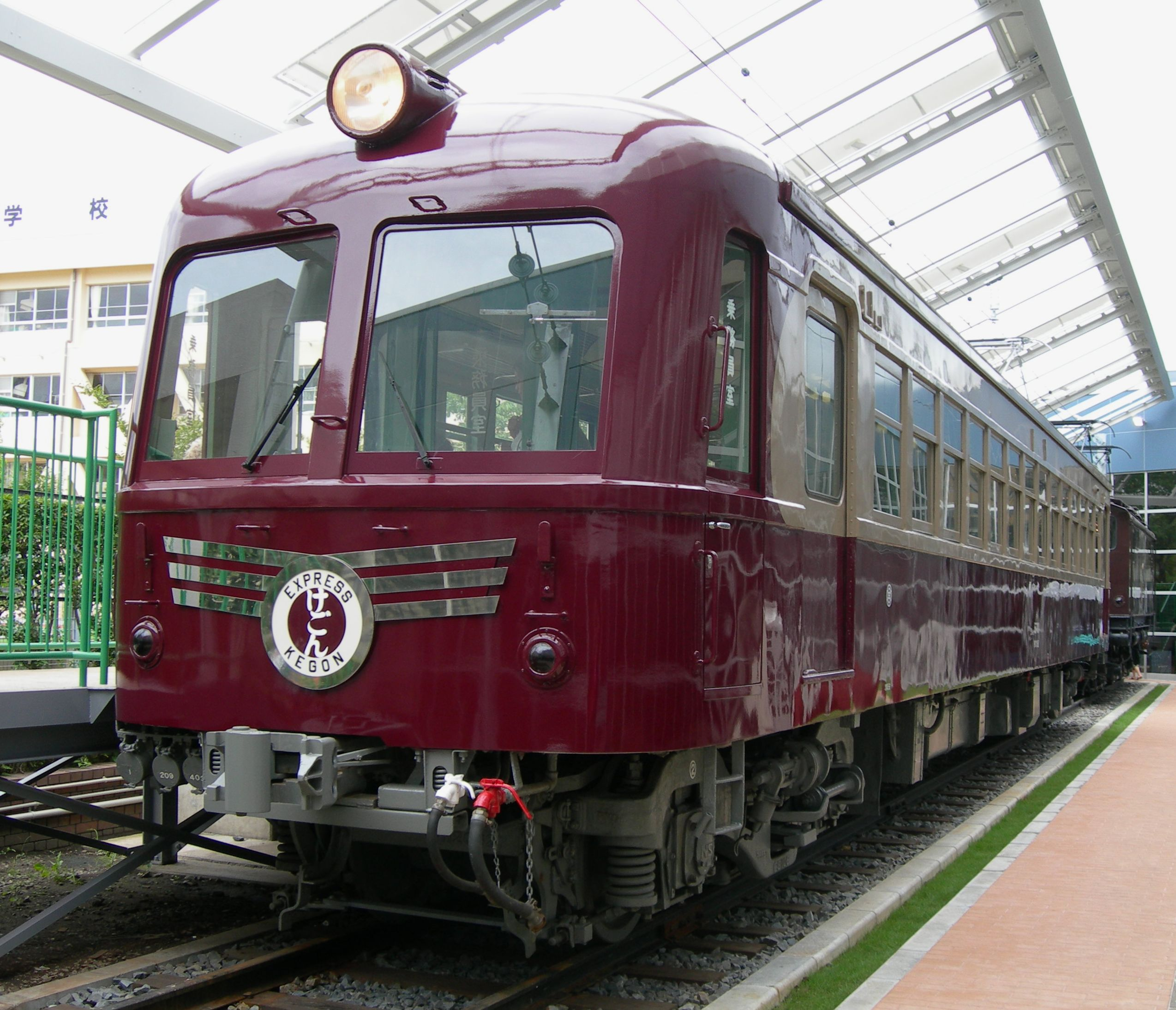
「猫ひげ」の姿に復元されたモハ5701東武博物館にて

## 廃車とその後
運用離脱後は、しばらくの間休車扱いで春日部検修区（現・南栗橋車両管区春日部支所）に留置されていたが、後に全車廃車となり、6両が北館林荷扱所へ自力回送の上、解体された。
残る6両のうち、5701Fの2両（モハ5701・クハ701）は東武により1720系の先頭車と一緒に杉戸工場の建物内に保管された。モハ5703は、製造元のナニワ工機（アルナ工機を経て現・アルナ車両）が東武へ納入した第1号車であったことから、アルナ工機に譲渡され、同社内にて先頭部分をカットして展示された。その他は東武鉄道ジャンク市でのプレゼントとして提供されるなどした。
その後、アルナ工機のカットボディは、同社の鉄道車両製造部門閉鎖により東武に引き取られ、2004年（平成16年）より東京都墨田区の東武博物館内にて展示されている。一方杉戸工場の保管車のうち1720系は東武博物館に展示されたものの、5700系については2001年に行われた1800系通勤車化改造の場所を確保するために建物の外へ出され、カバーに覆われた状態のまま工場の片隅に置かれたままにされた。
この間、東武鉄道にはかなりの数の問い合わせと保存の話が持ち込まれたが、2両のうちモハ5701については、東武博物館に展示保存することが決定、同館がリニューアル開館する2009年7月22日より公開されることとなり、非貫通2枚窓の「猫ひげ」状態に復元された。「猫ひげ」の前面製作は車体専門メーカーの株式会社コダイラが行い、この際に用いられた金型はモハ5701の近くに展示されている。一方、保存対象から外れたクハ701は、2009年7月下旬に北館林荷扱所へ陸送の後に解体されている。
その他、車両プレゼントにより譲渡された2両は、車体塗色がやや変更されたものの、2011年4月現在埼玉県行田市のレストランとして使われている。2022年4月に再塗装工事が行われ晩年の姿の色に変更されている。